# 孟家岭镇
孟家岭镇，是中华人民共和国吉林省四平市铁西区下辖的一个乡镇级行政单位，由四平新型工业化经济开发区代管。

## 行政区划
孟家岭镇下辖以下地区：
园北社区、迎春社区、电业社区、益民社区、天桥社区、仁兴社区、北体社区和红宇社区。